# العميق (المخادر)

تعديل مصدري - تعديل

العميق هي إحدى قرى عزلة بني سرحة بمديرية المخادر التابعة لمحافظة إب، بلغ تعداد سكانها 624 نسمة حسب تعداد اليمن لعام 2004.